# Ramal de Muriaé
Der Ramal de Muriaé ist eine historische Eisenbahnstrecke in Brasilien.

## Geschichte
Der Ramal de Muriaé ist ein Anschlussgleis der Eisenbahnstrecke  Linha de Manhuaçu. Die Strecke wurde 1886 fertiggestellt und besteht lediglich aus zwei Bahnstationen der Endstation São Paulo de Muriaé (Muriaé) und dem Ort Ivaí. Ursprünglich hatte die Bahngesellschaft von E. F. Alto do Muriaé diese Strecke gebaut, die später durch die Estrada de Ferro Leopoldina übernommen wurde. Bereits am 31. Mai 1966 wurde diese Eisenbahnstrecke stillgelegt. 